# Horodnica (rejon nowogrodzki)
Horodnica (ukr. Городниця) – osiedle typu miejskiego na Ukrainie w rejonie zwiahelskim obwodu żytomierskiego.
Majątek należał do Wacława Rulikowskiego, brata Edwarda.
W 1959 liczyła 5362 mieszkańców
W 1989 liczyła 5864 mieszkańców.